# Kirchturm-Zeichen

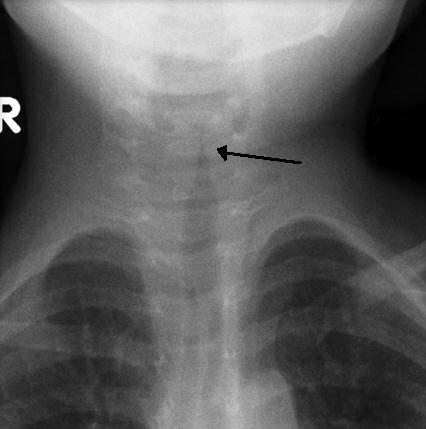
Das Kirchturm-Zeichen auf einer a.p.-Röntgenaufnahme eines Kindes mit Pseudokrupp

Das Kirchturm-Zeichen (engl. steeple sign) ist ein radiologisches Zeichen, das eine subglottische Einengung der Luftröhre auf einer a.p.-Röntgenaufnahme zeigt. Es ist typisch für die subglottische Laryngotracheobronchitis (Pseudokrupp).